# Ghiacciaio Hamblin
Il ghiacciaio Hamblin (in inglese Hamblin Glacier) è un ghiacciaio sulla costa di Loubet, nella parte occidentale della Terra di Graham, in Antartide. Il ghiacciaio, il cui punto più alto si trova 1.299 m s.l.m., fluisce fino al lato sud-orientale del ghiaccio pedemontano Widmark.

## Storia
Il ghiacciaio Hamblin è stato mappato dal British Antarctic Survey, che all'epoca si chiamava ancora Falkland Islands and Dependencies Survey, grazie a fotografie aeree scattate dalla Hunting Aerosurveys Ltd nel 1955-57. Il ghiacciaio è stato poi così battezzato nel 1959 dal Comitato britannico per i toponimi antartici in onore di Theodore Hamblin (1890—1952), un ottico inglese che negli anni trenta contribuì all'evoluzione della prima soddisfacente maschera da neve.